# Sânmartin, Harghita
Sânmartin là một xã thuộc hạt Harghita, România. Dân số thời điểm năm 2002 là 4334 người.